# آلبرت اوون
آلبرت اوون (انگلیسی: Albert Owen؛ زادهٔ ۱۰ اوت ۱۹۵۹) سیاستمدار اهل بریتانیا است.